# Villaverde de Guareña
Villaverde de Guareña – gmina w Hiszpanii, w prowincji Salamanka, w Kastylii i León, o powierzchni 15,87 km². W 2011 roku gmina liczyła 158 mieszkańców.